# اولاف پالمه
سون اولوف یوآکیم پالمه (به سوئدی: Sven Olof Joachim Palme) (زاده ۳۰ ژانویهٔ ۱۹۲۷ در استکهلم – درگذشته ۲۸ فوریهٔ ۱۹۸۶ در استکهلم) سیاست‌مدار سوئدی بود. او از ۱۹۶۹ تا ۱۹۸۶ رهبر حزب سوسیال دموکرات سوئد و در ۲ دوره از ۱۹۶۹ تا ۱۹۷۶ و از ۱۹۸۲ تا مرگش در ۱۹۸۶ نخست‌وزیر سوئد بود. او به عنوان یکی از مخالفان بزرگ جنگ ویتنام و حامیان دولت کمونیست در کوبا و نیکاراگوئه و منتقد بزرگ رژیم آپارتاید در آفریقای جنوبی شناخته می‌شد.
شهرت او در ایران بیشتر به آن سبب است که در جریان جنگ ایران و عراق در دهه ۱۹۸۰ (میلادی) نقش میانجی را از سوی سازمان ملل متحد به عهده داشت.
پالمه که از طرفداران دیرینه نخست‌وزیر تاگه الاندر بود، در سال ۱۹۶۹ نخست‌وزیر سوئد شد ودر راس شورای خاص قرار گرفت. وی پس از شکست در انتخابات عمومی ۱۹۷۶، که به ۴۰ سال حکومت بی وقفه حزب سوسیال دموکرات پایان داد، از سمت خود کنار رفت؛ در حالی‌که رهبر مخالفان بود. وی به عنوان میانجی ویژه سازمان ملل متحد در جنگ ایران و عراق خدمت کرد و در سال ۱۹۷۹ رئیس شورای نوردیک شد. وی در سال ۱۹۷۹ با دومین شکست روبرو شد، اما پس از پیروزی‌های انتخاباتی الکترال، او در سال‌های ۱۹۸۲ تا ۱۹۸۶ بار دیگر به سمت نخست‌وزیری بازگشت و تا زمان مرگ در این سمت حضور داشت.
پالمه از سال ۱۹۶۰ به بعد در سوئد و همچنین در سیاست بین‌الملل یک شخصیت محوری و قطبی بود.
او در سیاست جنبش عدم تعهد خود نسبت به ابرقدرتها، همراه با حمایت از جنبش‌های آزادیبخش متعدد پس از استعمارزدایی، از جمله، بحث برانگیزترین، حمایت اقتصادی و صوتی از تعدادی از دولتهای جهان سوم، ثابت قدم بود.

## زندگی

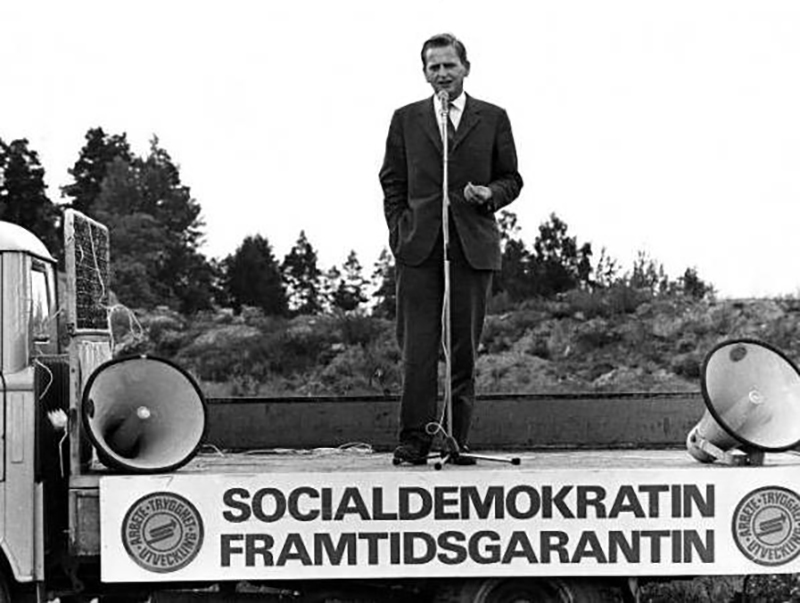
پالمه در سال ۱۹۶۸

اولاف پالمه، در سال ۱۹۲۷ در یک خانواده طبقه متوسط رو به بالای مرتبط با پیشینه اشرافی زاده شد. پالمه در یک خانواده محافظه کار و لوتری در منطقه استرمالم استکهلم متولد شد. خانواده پالمه از پیشینه هلندی است و با چندین خانواده برجسته دیگر سوئدی نیز مانند فون سیدوز و خانواده والنبری خویشاوند است. پدرش گونار پالمه یک تاجر و پسر سوون تئودور پالمه و بارونس هانا ماریا فون بود. از طریق او، اولاف پالمه به فردریک یکم دانمارک پادشاه دانمارک و نروژ متصل می‌شد. مادر وی، الیزابت فون کنیریم، از بازرگانان آلمانی بالتیک بود. او در سال ۱۹۱۵ از روسیه به عنوان پناهنده وارد سوئد شده بود. جد الیزابت، یوهان ملچیور فون کنیریم (۱۷۵۸–۱۸۱۷) توسط امپراتور الکساندر یکم امپراتور روسیه در سال ۱۸۱۴ مورد تکریم قرار گرفته بود. پدربزرگ او الکساندر فون کنیریم (۱۸۳۷–۱۹۰۴) دادستان کل سنای امپراتوری روسیه بود، او یک سناتور و عضو مجلس امپراتوری روسیه بود
خانواده فون کنیریم عضو هیچ‌یک از شوالیه‌های بالتیک محسوب نمی‌شوند. پالمه شش ساله بود که پدرش درگذشت. برخلاف سوابق وی، گرایش سیاسی وی تحت تأثیر نگرش‌های سوسیال دموکرات قرار گرفت. سفرهای او به کشورهای جهان سوم، و همچنین ایالات متحده، جایی که او نابرابری اقتصادی عمیق و تفکیک نژادی را دید، به توسعه این دیدگاه‌ها کمک کرد.
اولاف پالمه، در کودکی بیمار بود و تحصیلات خود را از معلمان خصوصی دریافت کرد. در همان دوران کودکی او به دو زبان خارجی - آلمانی و انگلیسی آگاهی یافت. او در مدرسه سیگتونا  که خاص کلاس یازدهم و دوازدهم است و از معدود دبیرستانهای مسکونی سوئد بود تحصیل کرد، و در سن ۱۷ سالگی با نمره بالا در کنکور دانشگاه قبول شد. وی در ژانویه ۱۹۴۵ به ارتش فراخوانده شد و خدمت وظیفه عمومی خود را در هنگ توپخانه انجام داد. بین سال‌های ۱۹۴۵ و ۱۹۴۷، در سال ۱۹۵۶ به یک افسر ذخیره با درجه سروان در توپخانه تبدیل شد. پس از آن که در مارس ۱۹۴۷ از خدمت سربازی مرخص شد در دانشگاه استکهلم ثبت نام کرد.
با دریافت یک بورس تحصیلی، پالمه در کالج کنیون، یک مدرسه کوچک هنرهای لیبرال در مرکز ایالت اوهایو از سال ۱۹۴۷ تا ۱۹۴۸، تحصیل کرد و با مدرک بی ای فارغ‌التحصیل شدوی با الهام از بحث‌های بنیادین در جامعه دانشجویی، مقاله‌ای انتقادی در مورد کتاب راه بندگی فردریش هایک نوشت. پالمه پایان‌نامه ارشد خود را در اتحادیه کارگران متحد اتومبیل، به رهبری والتر روتر در آن زمان نوشت. پس از فارغ‌التحصیلی او به سراسر کشور سفر کرد و سرانجام در دیترویت به پایان رسید، جایی که قهرمانش روتر با مصاحبه ای که چند ساعت به طول انجامید موافقت کرد.
او در سال ۱۹۴۹ به حزب کارگران سوسیال دموکرات سوئد پیوست و بعد رهبر این حزب شد. اولاف پالمه در سال ۱۹۶۹ به جای تاگه الاندر به جایگاه نخست‌وزیر سوئد رسید. الاندر، استاد سیاسی پالمه بود. پالمه نیز در دوران نخست‌وزیری، سیاست‌های الاندر را پیش برد.
پالمه در بسیاری از سفرهای بعدی خود به آمریکا به‌طور منظم اظهار می‌داشت که ایالات متحده او را به فردی سوسیالیست تبدیل کرده‌است، سخنی که اغلب باعث سردرگمی شده‌است. در چارچوب تجربه آمریکایی او این نبود که پالمه با آنچه در آمریکا یافت دلسرد شد، بلکه از آن الهام گرفت.
وی پس از رایگان‌سواری و سفر به نقاط مختلف ایالات متحده آمریکا و مکزیک، به سوئد بازگشت و در رشته حقوق در دانشگاه استکهلم تحصیل کرد. در سال ۱۹۴۹ به عضویت حزب سوسیال دموکرات سوئد درآمد. در زمان تحصیل در دانشگاه، پالمه درگیر سیاست دانشجویی شد و با اتحادیه ملی دانشجویان سوئد همکاری کرد.
در سال ۱۹۵۱، پالمه به عضویت انجمن دانشجویی سوسیال دموکرات در استکهلم درآمد، اگرچه گفته می‌شود که وی در آن زمان در جلسات سیاسی آنها شرکت نکرده‌است. سال بعد وی به عنوان رئیس اتحادیه ملی دانشجویان سوئد انتخاب شد. وی به عنوان یک سیاستمدار دانشجو تمرکز خود را بر امور بین‌الملل گذاشت و به کشورهای مختلف اروپا سفر کرد.
پالمه، سوسیال دموکرات شدن خود را به سه تأثیر عمده نسبت داد:
- در سال ۱۹۴۷، او در مناظره در مورد مالیات که بین ارنست ویگفورس، سوسیال دموکرات، جارل هجلمارسون محافظه کار و الون آندرسون لیبرال انجام گرفت شرکت کرد.
- در دهه ۱۹۴۰ مدت زمانی که در ایالات متحده گذراند، به او فهماند که اختلاف طبقاتی در آمریکا و میزان نژادپرستی علیه سیاه پوستان چقدر گسترده‌است.[۱۱]
- سفر به آسیا، به ویژه هند، سریلانکا، برمه، تایلند، سنگاپور، اندونزی و ژاپن در سال ۱۹۵۳ چشم او را به پیامدهای استعمار و امپریالیسم باز کرده بود.

اولاف پالمه یک آتئیست بود.

## فعالیت‌های سیاسی

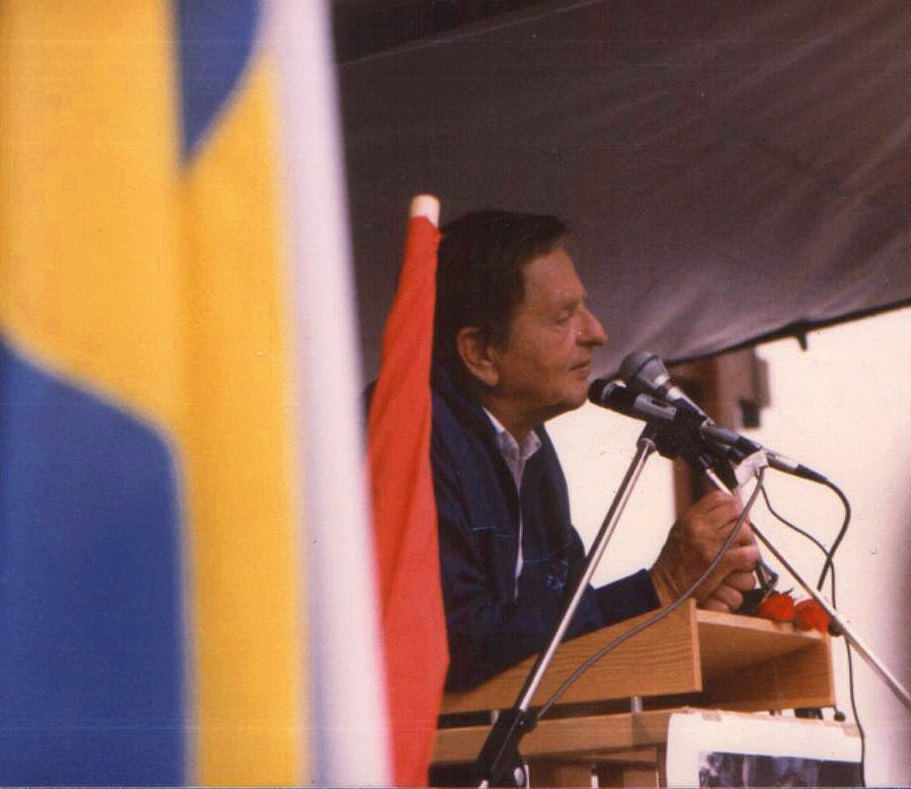
پالمه، هنگام سخنرانی در مورا

در سال ۱۹۵۳، پالمه توسط نخست‌وزیر سوسیال دموکرات تاگه الاندر استخدام شد تا در دبیرخانه او کار کند. از سال ۱۹۵۵ او عضو هیئت مدیره جوانان سوسیال دموکرات سوئد بود و در کالج لیگ جوانان بومرسویک سخنرانی می‌کرد. وی همچنین یکی از اعضای انجمن آموزشی کارگران بود.
در سال ۱۹۵۷ او به نمایندگی از منطقه یونشوپینگ به عضویت پارلمان سوئد (ریکسداگ) درآمد.
در اوایل دهه ۱۹۶۰ پالمه به عضویت آژانس کمک‌های بین‌المللی (NIB) درآمد و مسئول تحقیقات در مورد کمک به کشورهای در حال توسعه و کمک‌های آموزشی بود. در سال ۱۹۶۳، او به عنوان وزیر سیار در دفتر کابینه به عضویت کابینه درآمد و وظایف خود را به عنوان مشاور سیاسی نزدیک نخست‌وزیر تاگه الاندر انجام داد. در سال ۱۹۶۵ وزیر حمل و نقل و ارتباطات شد. یکی از موضوعات مورد توجه ویژه او، توسعه بیشتر رادیو و تلویزیون و در عین حال تضمین استقلال آنها از منافع تجاری بود.
پالمه در سال ۱۹۶۷ به وزارت آموزش و پرورش منصوب شد. سال بعد، او هدف انتقادات شدید دانشجویان چپ‌گرا که به طرح‌های دولت برای اصلاحات در دانشگاه‌ها معترض بودند قرار گرفت. اعتراضات با اشغال ساختمان اتحادیه دانشجویی در استکهلم به اوج خود رسید. پالمه به آنجا آمد و سعی کرد به دانشجویان دلداری دهد و از آنها خواست که از روش‌های دموکراتیک برای پیگیری خواسته خود استفاده کنند.
هنگامی که رهبر حزب تاگا ارلندر در سال ۱۹۶۹ از سمت خود کناره‌گیری کرد، کنگره حزب سوسیال دموکرات اولاف پالمه را به عنوان رهبر جدید حزب انتخاب کرد. پالمه آنگاه در جانشینی ارلندر به نخست‌وزیری رسید. 
پالمه تأثیر عمیقی بر احساسات مردم داشت. او در میان چپ‌ها بسیار محبوب بود، اما اکثر لیبرال‌ها و محافظه‌کاران به شدت از او نفرت داشتند.  این امر تا حدی به دلیل فعالیت‌های بین‌المللی او، به‌ویژه آن‌هایی که علیه سیاست خارجی ایالات متحده بود، و تا حدودی به دلیل سبک مناظره‌های تهاجمی و صریح او بود. 

## سیاست‌ها و دیدگاه‌ها

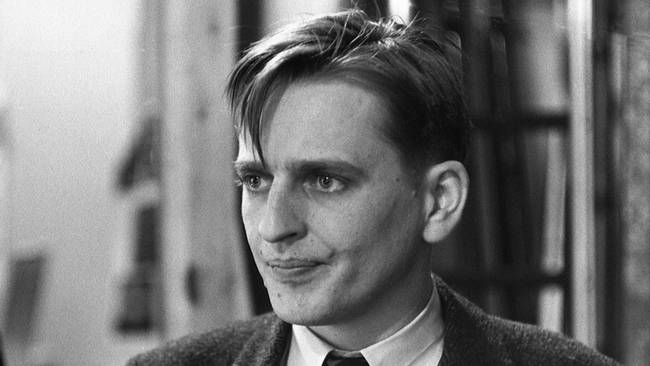
پالمه در سال ۱۹۵۷

به عنوان رهبر نسل جدیدی از  سوسیال دموکراتهای سوئد، پالمه اغلب به عنوان یک «اصلاح طلب انقلابی» توصیف می‌شد و خود را یک مترقی معرفی می‌کرد. در داخل کشور، دیدگاه‌های چپ‌گرایانه او، به‌ویژه انگیزه گسترش نفوذ اتحادیه‌های کارگری بر مالکیت کسب‌وکار، خصومت زیادی را از سوی جامعه تجاری سازمان‌یافته برانگیخت.
در دوران تصدی پالمه، چندین اصلاحات عمده در قانون اساسی سوئد انجام شد، مانند تغییر از دو مجلسی به تک مجلسی در سال ۱۹۷۱ و در سال ۱۹۷۵ جایگزینی سند حکومتی مربوط به ۱۸۰۹ که در آن زمان قدیمی‌ترین قانون اساسی سیاسی در جهان بعد از ایالات متحده بود، با دموکراسی جدید که رسماً دموکراسی پارلمانی را به جای استبداد سلطنتی برقرار می‌کند، جلسات کابینه به ریاست پادشاه را لغو می‌کند و سلطنت را از تمام قدرت‌های سیاسی رسمی سلب می‌کند.
اصلاحات او در بازار کار شامل ایجاد قانونی بود که امنیت شغلی را افزایش داد. در انتخابات سراسری سوئد در سال ۱۹۷۳، بلوک‌های سوسیالیست-کمونیست و لیبرال-محافظه‌کار هر کدام ۱۷۵ کرسی ریکسداگ را به دست آوردند. کابینه پالمه به اداره کشور ادامه داد، اما چندین بار مجبور شدند برای تصمیم‌گیری در مورد برخی مسائل قرعه‌کشی کنند، اگرچه اکثر موضوعات از طریق توافق امتیازی تصمیم‌گیری می‌شد. نرخ‌های مالیات نیز از پایین بودن نسبتاً پایین حتی بر اساس استانداردهای اروپای غربی به بالاترین سطوح در جهان غرب افزایش یافت.
در دوره نخست‌وزیری پالمه، مسائل مربوط به مراکز نگهداری از کودک، رفاه، حفاظت از سالمندان، ایمنی حوادث و مشکلات مسکن مورد توجه ویژه قرار گرفت. تحت صدارت پالمه سیستم بهداشت عمومی در سوئد کارآمد شد و نرخ مرگ و میر نوزادان به ۱۲ در هر ۱۰۰۰ تولد زنده رسید 
پالمه که صریحاً از برابری جنسیتی حمایت می‌کرد، با شرکت در یک کنفرانس جهانی زنان در مکزیک، علاقه به مسائل حقوق زنان را برانگیخت. او همچنین یک سخنرانی فمینیستی به نام «رهایی مرد» در جلسه باشگاه ملی دموکراتیک زنان در ۸ ژوئن ۱۹۷۰ ایراد کرد. این سخنرانی بعداً در سال ۱۹۷۲ منتشر شد.
روابط دوجانبه شوروی و سوئد در طول دومین دوره نخست‌وزیری پالمه در دهه ۱۹۸۰ مورد آزمایش قرار گرفت. این به دلیل گزارش‌هایی از تهاجم زیردریایی‌های شوروی به آب‌های سوئد بود.

## سیاست

### داخلی
در دوران تصدی پالمه، چندین اصلاحات اساسی در قانون اساسی سوئد انجام شد. از قبیل اهتمام به تغییر سیستم دومجلسی به تک مجلسی در ۱۹۷۱ و در ۱۹۷۵ جایگزینی ابزار دولت به جامانده از ۱۸۰۹ (که در آن زمان قدیمی‌ترین قانون اساسی سیاسی جهان بعد از ایالات متحده بود) با یک سیستم جدید، که در واقع به‌طور رسمی استقرار دموکراسی پارلمانی به جای خودکامگی سلطنتی، لغو جلسات کابینه به ریاست پادشاه و سلب سلطنت از تمام قدرت‌های رسمی سیاسی بود.

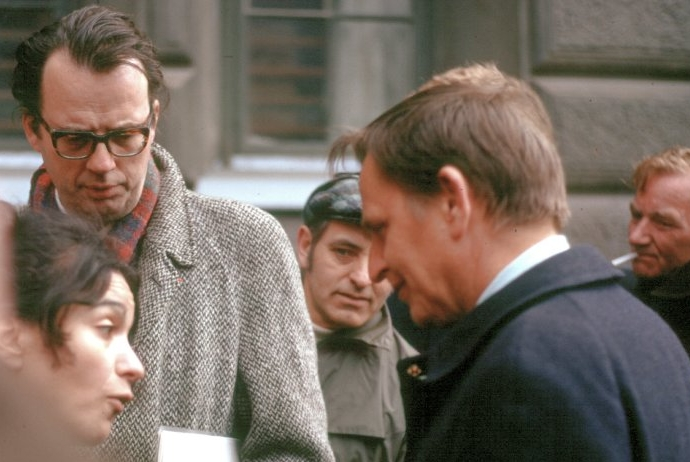
پالمه در مراسم اول ماه مه ۱۹۷۳

اولاف پالمه، شخصیتی جنجالی و صریح داشت. او در طول نخست‌وزیری قدرت اتحادیه‌های کارگری را افزایش داد و برخورداری از نظام مراقبت‌های بهداشتی و رفاه دولتی را گسترش داد. اولاف پالمه همه اختیارات سیاسی رسمی را از مقام پادشاه سوئد گرفت و تا اندازه زیادی در نظام آموزش، سرمایه‌گذاری کرد.
در دوره نخست‌وزیری پالمه، مسائل مربوط به مراکز نگهداری از کودک، رفاه، حفاظت از سالمندان، ایمنی حوادث و مشکلات مسکن مورد توجه ویژه قرار گرفت. در زمان پالمه، سیستم بهداشت عمومی در سوئد، با میزان مرگ و میر نوزادان ۱۲ در هر ۱۰۰۰ تولد کارآمد شد.
 یک برنامه بازتوزیع درآمد و ثروت هدف‌مند با کمک ویژه به معلولان، مهاجران، خانواده های کم درآمد، تک والدی، و افراد مسن انجام شد.
کابینه پالمه در زمینه آموزش نیز فعال بود و اصلاحاتی را به عنوان سیستم وام و مزایا برای دانشجویان، دانشگاه‌های منطقه‌ای و پیش‌دبستانی برای همه کودکان ارائه کرد.  بر اساس قانون سال ۱۹۷۰، در سیستم بالاتر، دبیرستان و مدارس حرفه‌ای ادغام شدند و یک مدرسه با ۳ بخش (هنر و علوم اجتماعی، علوم فنی و طبیعی، اقتصادی و تجاری) تشکیل شد. در سال ۱۹۷۵ قانونی به تصویب رسید که پذیرش رایگان در دانشگاه‌ها را ایجاد کرد.
به عنوان یک جلودار سیاست‌های سبز، پالمه به انرژی هسته‌ای به عنوان شکل ضروری انرژی، حداقل برای یک دوره انتقالی برای مهار نفوذ سوخت فسیلی، اعتقاد راسخ داشت.مداخله او در همه‌پرسی سال ۱۹۸۰ سوئد در مورد آینده انرژی هسته‌ای اغلب توسط مخالفان انرژی هسته‌ای به عنوان نجات دهنده آن عنوان می‌شود. از سال ۲۰۱۱، انرژی هسته‌ای یکی از مهم‌ترین منابع انرژی در سوئد باقی مانده‌است که بیشتر به اقدامات پالمه نسبت داده می‌شود.

### خارجی

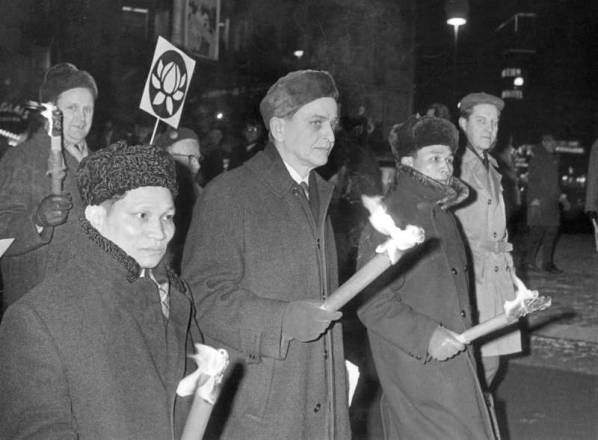
اولاف پالمه در حال راهپیمایی علیه جنگ ویتنام با سفیر ویتنام شمالی در استکهلم، ۱۹۶۸

اولاف پالمه، هم از ایالات متحده آمریکا و هم اتحاد جماهیر شوروی سوسیالیستی انتقاد می‌کرد. او از اشغال چکسلواکی توسط شوروی در سال ۱۹۶۸ به تندی انتقاد کرد و بمباران ویتنام شمالی در سال ۱۹۷۲ را به اردوگاه‌های مرگ آلمان نازی در جریان جنگ جهانی دوم تشبیه کرد. این انتقاد برای مدت کوتاهی سبب سردی روابط آمریکا و سوئد شد. اولاف پالمه در سال ۱۹۷۳ به نیویورک تایمز گفت: «از این موضوع متأسف نیست چون در این دنیا برای این که همه بشنوند باید بلند صحبت کرد. من نمی‌توانم در ارتباط با این موضوع ساکت بمانم و برای سکوت کردن، زیر فشار قرار نخواهم گرفت».
اولاف پالمه از آپارتاید در آفریقای جنوبی انتقاد کرده و به کنگره ملی آفریقا کمک مالی می‌کرد. او رژیم فاشیستی فرانسیسکو فرانکو در اسپانیا را «قاتلان لعنتی» می‌نامید و مخالف گسترش جنگ‌افزار هسته‌ای بود.
اولاف پالمه در جریان جنگ ایران و عراق، نقش میانجی را داشت.
در صحنه بین‌المللی، پالمه یک شخصیت سیاسی شناخته شده بود زیرا:
• انتقاد شدید و احساسی از ایالات متحده در مورد جنگ ویتنام.
• مخالفت شدید با درهم شکستن بهار پراگ توسط اتحاد جماهیر شوروی.
- انتقاد از رژیم‌های کمونیستی اروپا، از جمله برچسب زدن رژیم هوشاک به عنوان «گاو دیکتاتوری» در سال ۱۹۷۵.
- مبارزه علیه اشاعه سلاح‌های هسته ای؛
- انتقاد از اسپانیای فرانکو، نامیدن این رژیم پس از اعدام شبه نظامیان اتا ETA و FRAP در سپتامبر ۱۹۷۵، به «قاتل لعنتی» [۳۷]

### مخالفان
سیاست داخلی و خارجی اولاف پالمه سبب شد که طرفداران و مخالفان بسیاری داشته باشد. صاحبان کسب و کارهای کلان و لیبرال‌های سوئد از برنامه اصلاحات او به ستوه آمده بودند. همزمان، انتقادهای صریح او از دولت‌های خارجی، موجب ناخشنودی رهبران جهان شده بود.

## سبک زندگی

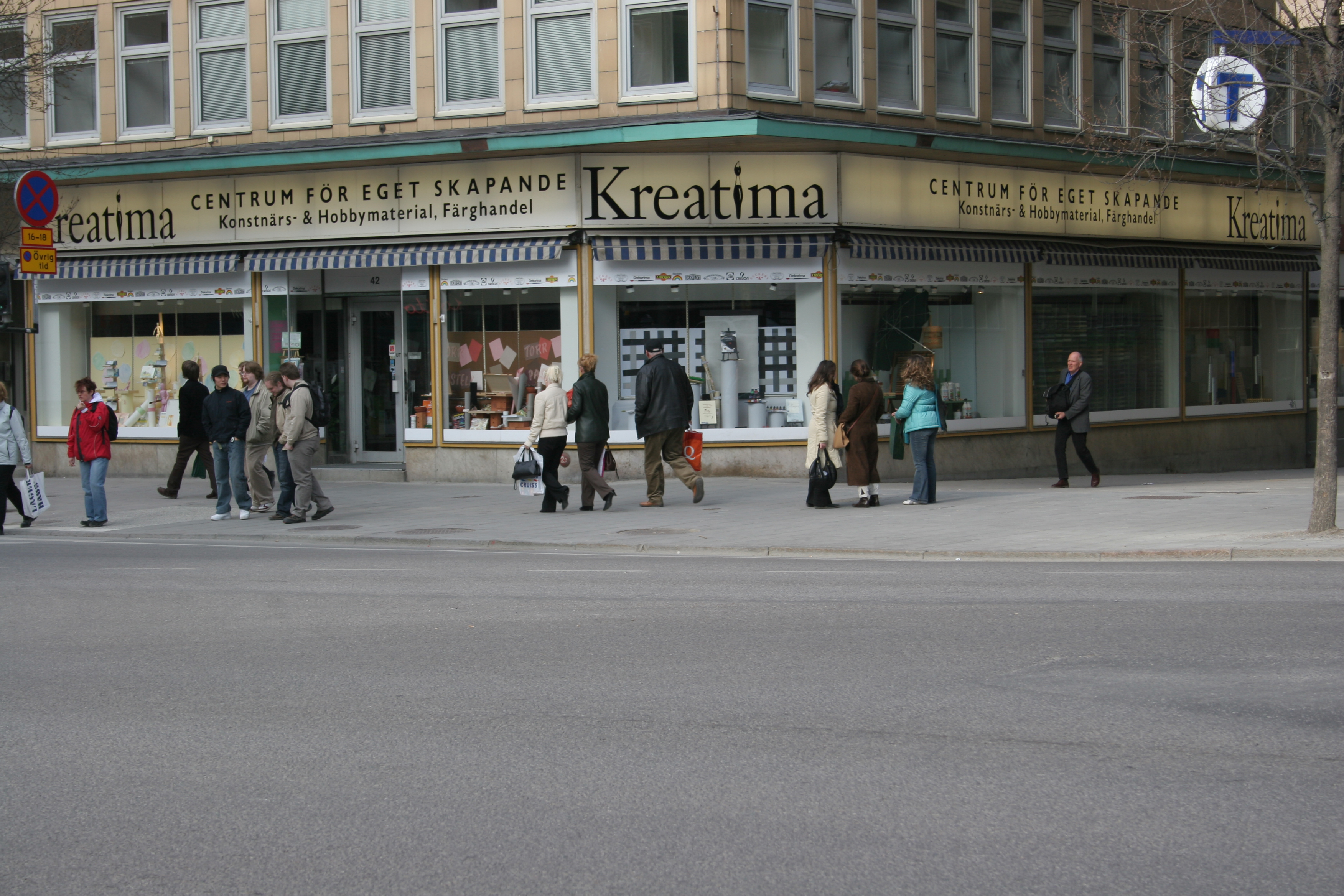
خیابان های Sveavägen و Tunnelgatan ، محلی که اولوف پالمه ترور شد.

اولاف پالمه همیشه تلاش داشت تا مانند مردم عادی زندگی کند و اجازه نمی‌داد محافظان شخصی زیادی در کنار او باشند.

## ترور

### چگونگی

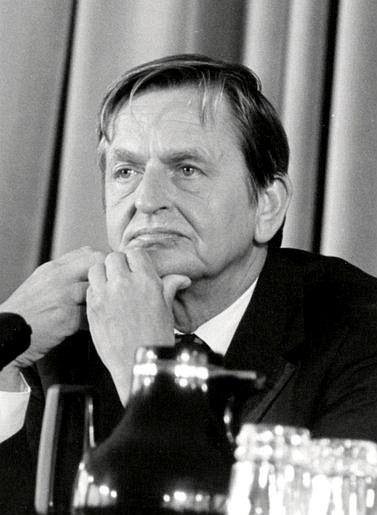
اولاف پالمه در سال ۱۹۸۴

اولاف پالمه در ساعت ۲۳:۲۱ نیمه‌شب ۲۸ فوریه ۱۹۸۶ در استکهلم به همراه همسرش لیسبت پالمه از سینما به سوی خانه، بدون محافظ، در یک خیابان شلوغ قدم می‌زد که از فاصله نزدیک به پشت سر او شلیک شد. او پیش از افتادن به زمین درگذشت. قاتل با سرعت از محل دور شد، از چند پله بالا رفت و پس از ورود به خیابان کناری، ناپدید شد.
حتی پلیس سوئد از این رویداد شوکه شده بود. مأموران پلیس، محل جنایت را کاملاً قرنطینه نکرده بودند و تا چند ساعت پس از فرار قاتل، تنها محدوده کوچکی در مرکز شهر بسته شده بود؛ بنابراین، شاهدان، پیش از بازجویی پلیس توانسته بودند محل را ترک کنند. برای همین، با وجود شمار زیاد شاهدان، پلیس سر نخی به دست نیاورد. پلیس سوئد با هزاران نفر مصاحبه کرد. یک بزهکار قاتل شناخته شد، اما دادگاه این حکم را لغو کرد. هیچ سلاح یا مدارک تازه‌ای در این رابطه یافت نشد.
پوکه‌های باقی‌مانده، از یک اسلحه کمری مگنوم ۳۵۷ بودند که گلوله‌های آن حتی می‌توانستند از جلیقه ضدگلوله نیز عبور کنند.
اینگوار کارلسون، معاون نخست‌وزیر، بلافاصله وظایف نخست‌وزیری را بر عهده گرفت. پستی که او تا سال ۱۹۹۱ (و سپس دوباره در ۱۹۹۴–۱۹۹۶) بر عهده داشت. او همچنین رهبری حزب سوسیال دموکرات را بر عهده گرفت که تا سال ۱۹۹۶ ادامه داد.

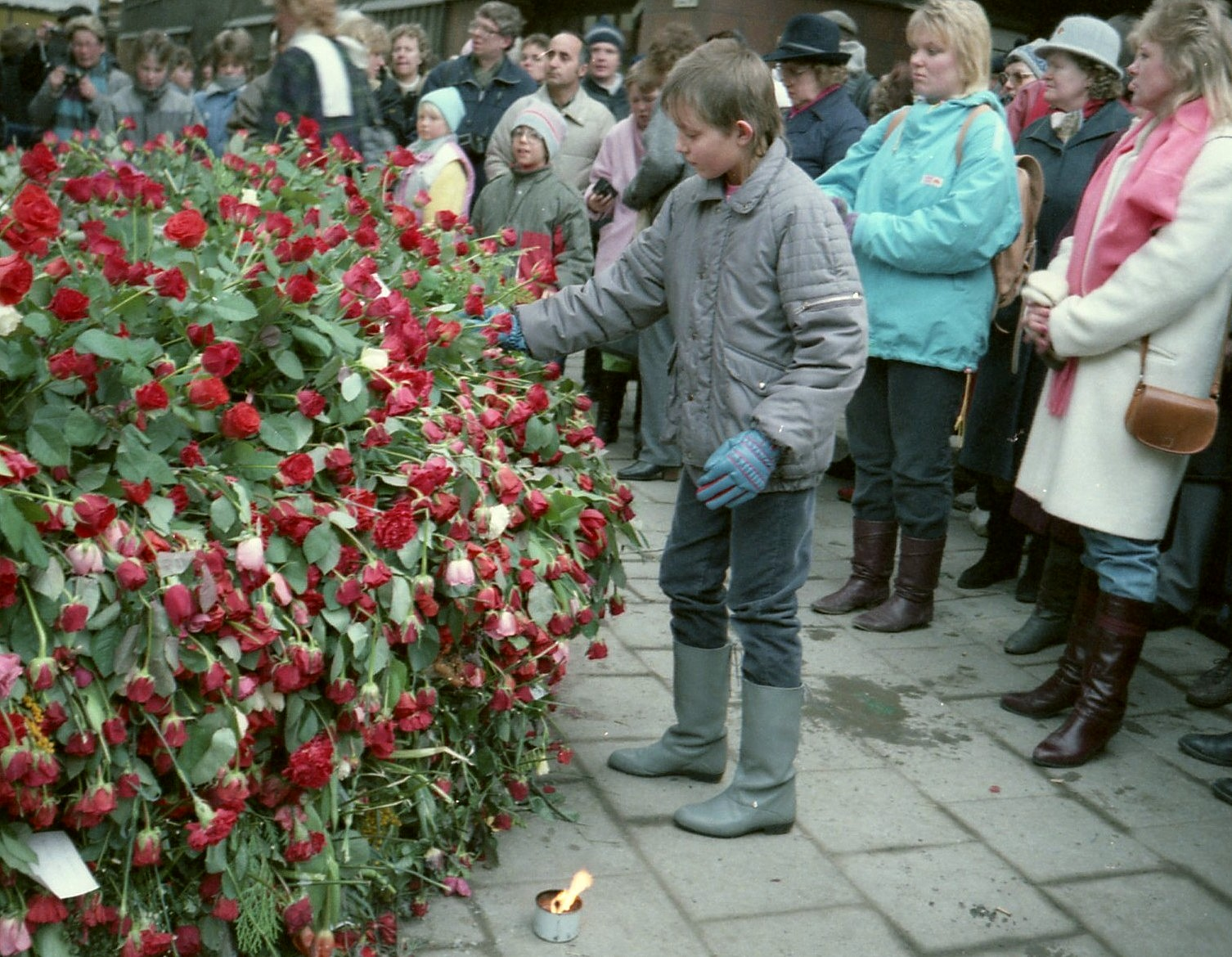
عزاداری در محل قتل

دو سال بعد، کریستر پترسون (متوفی ۲۰۰۴)، یک قاتل، جنایتکار و معتاد به مواد مخدر، به جرم قتل پالمه محکوم شد، اما محکومیت وی لغو شد. مظنون دیگر، ویکتور گونارسون، به ایالات متحده مهاجرت کرد. درآنجا خودش در سال ۱۹۹۳ قربانی یک قتل شد که ربطی به این موضوع نداشت. مسئله ترور اولاف پالمه همچنان بلاتکلیف باقی ماند.
سومین و چهارمین مظنون هردو به دلیل آنکه محل کارشان در ساختمان اسکاندیا درکنار محل ترور بود به مرد اسکاندیا معروف شده بودند و پرونده شان نزد پلیس به پرونده شماره ۸، به نشانه حرف هشتم الفبای لاتین، بود. این هردو یکی در سال ۲۰۰۰ و دیگری در ۲۰۰۸ اقدام به خودکشی نمودند. هر دو، گرچه با ابهاماتی، ولی با مشخصات مظنون مطابقت داشتند و دارای سلاح گرم نیز بودند.
یکی از این دو نفر که فقط با اسم جی اچ معرفی شده بود، و به دلیل موارد مالی و همچنین مالک بودن تنها اسلحه مگنوم ۳۵۷ که در آن منطقه از استکهلم وجود داشت، مدت‌های مدیدی تحت سوءظن قرار داشت، از او بازپرسی نشد و مقامات موضوع او را منتفی اعلام کردند، که دلایل این کار هنوز مشخص نشده‌است.
در ۱۸ مارس ۲۰۲۰، بازرسان سوئدی در پرتوریا با مأمورین اطلاعاتی آفریقای جنوبی ملاقات کردند و در مورد این پرونده گفتگو کردند. مأمورین آفریقای جنوبی پرونده ای را که موارد مربوط به این کیس از سال ۱۹۸۶ را شامل می‌شد به همکاران سوئدی خود تحویل دادند. گوران بیورکدال، دیپلمات سوئدی، تحقیقات مستقلی در مورد ترور پالمه انجام داده بود که سرنخ‌هایی را به رژیم آپارتاید آفریقای جنوبی می‌رساند.
در ۱۰ ژوئن ۲۰۲۰، دادستان‌های سوئدی علناً اعلام کردند که می‌دانند چه کسی پالمه را کشته‌است و استیگ انگستروم، معروف به «مرد اسکاندیا» را به عنوان قاتل نامیدند. انگستروم یکی از حدود بیست نفری بود که ادعا کرده بودند شاهد ترور بوده و بعداً توسط نویسندگان سوئدی لارس لارسون و توماس پترسون به عنوان مظنون احتمالی شناخته شده بود. با توجه به اینکه انگستروم در سال 2000 خودکشی کرده بود، مقامات همچنین اعلام کردند که تحقیقات در مورد مرگ پالمه پایان می‌یابد. 

## تئوری‌های ترور

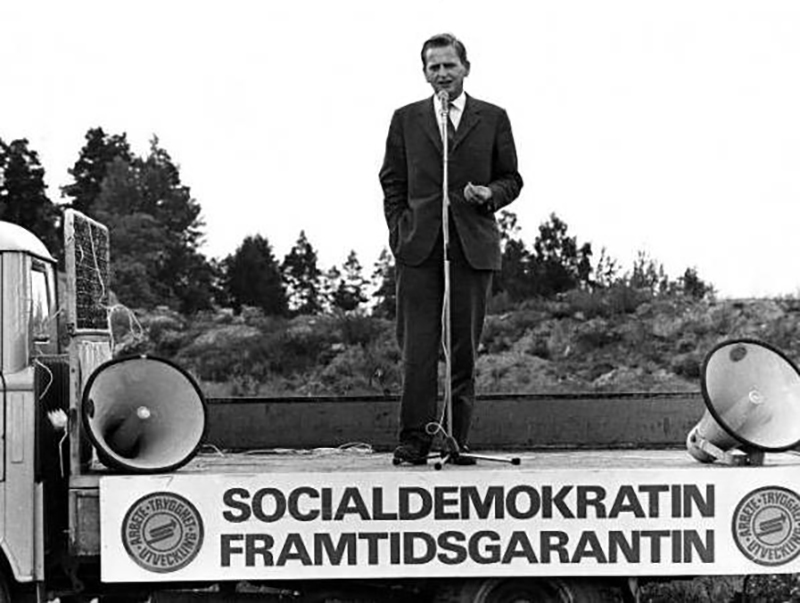
پالمه در سال ۱۹۶۸

### آفریقای جنوبی
در سال ۱۹۹۶ یک مأمور پیشین پلیس آفریقای جنوبی ادعا کرد که اولاف پالمه به دلیل مواضعش علیه آپارتاید و کمک مالی به کنگره ملی آفریقا کشته شده‌است. اما بازرسان سوئدی که به آفریقای جنوبی رفته بودند نتوانستند شواهدی مبنی بر تأیید این ادعا به دست آورند.

### هند
به نظر استیگ لارسن، ترور اولاف پالمه با فروش اسلحه به هند ارتباط دارد. کارخانه اسلحه‌سازی سوئدی بوفورز، در دهه‌های ۱۹۸۰ و ۱۹۹۰ به هند مهمات می‌فروخت. اما بعدها آشکار شد که این کارخانه برای بستن قرارداد به چندین دلال در هند رشوه پرداخت کرده بود که راجیو گاندی نخست‌وزیر آن هنگام هند نیز در آن دست داشت. گمان می‌رود اولاف پالمه در همان روزی ترور شد که از فساد شرکت بوفورز آگاه شده بود و واسطه‌های قرارداد، دلیل محکمی برای ترور او داشتند. پلیس سوئد همواره این فرضیه را نادیده گرفت.

### ماجرای مک‌فارلین
برخی معتقدند که ترور او با افشاگری‌های ماجرای مک‌فارلین مرتبط است که شرکت‌هایی در بریتانیا، آلمان، سوئد، بلژیک، هلند، فنلاند، نروژ، ایتالیا، اتریش، فرانسه، اسپانیا و پرتغال در کار تولید و فروش سلاح به ایران بودند. ابوالحسن بنی‌صدر معتقد است که اولاف پالمه مستقیماً به دلیل اطلاعاتش از فروش اسلحه به ایران به قتل رسید. گفته می‌شد که اولاف پالمه قصد داشت در این باره تحقیق کند. به‌ویژه آنکه نقش شرکت سوئدی بوفورس نوبل کورت در فروش اسلحه به ایران علنی شده بود.

### پ‌ک‌ک
نظر نخستین بازپرس ارشد پرونده این بود که حزب کارگران کردستان (پ‌ک‌ک) با این قتل ارتباط دارد. این گروه درگیر مبارزه چریکی علیه ترکیه بود و دولت اولاف پالمه به تازگی آن را یک «گروه تروریستی» اعلام کرده بود.
در سال ۱۹۸۷ پلیس به کتابخانه‌ای که پایگاه این گروه بود یورش برد. اما هیچ مدرکی در رابطه با ترور اولاف پالمه نیافت. بازرس ارشد، در فضاحت ناچار به استعفا شد.

### قاتل

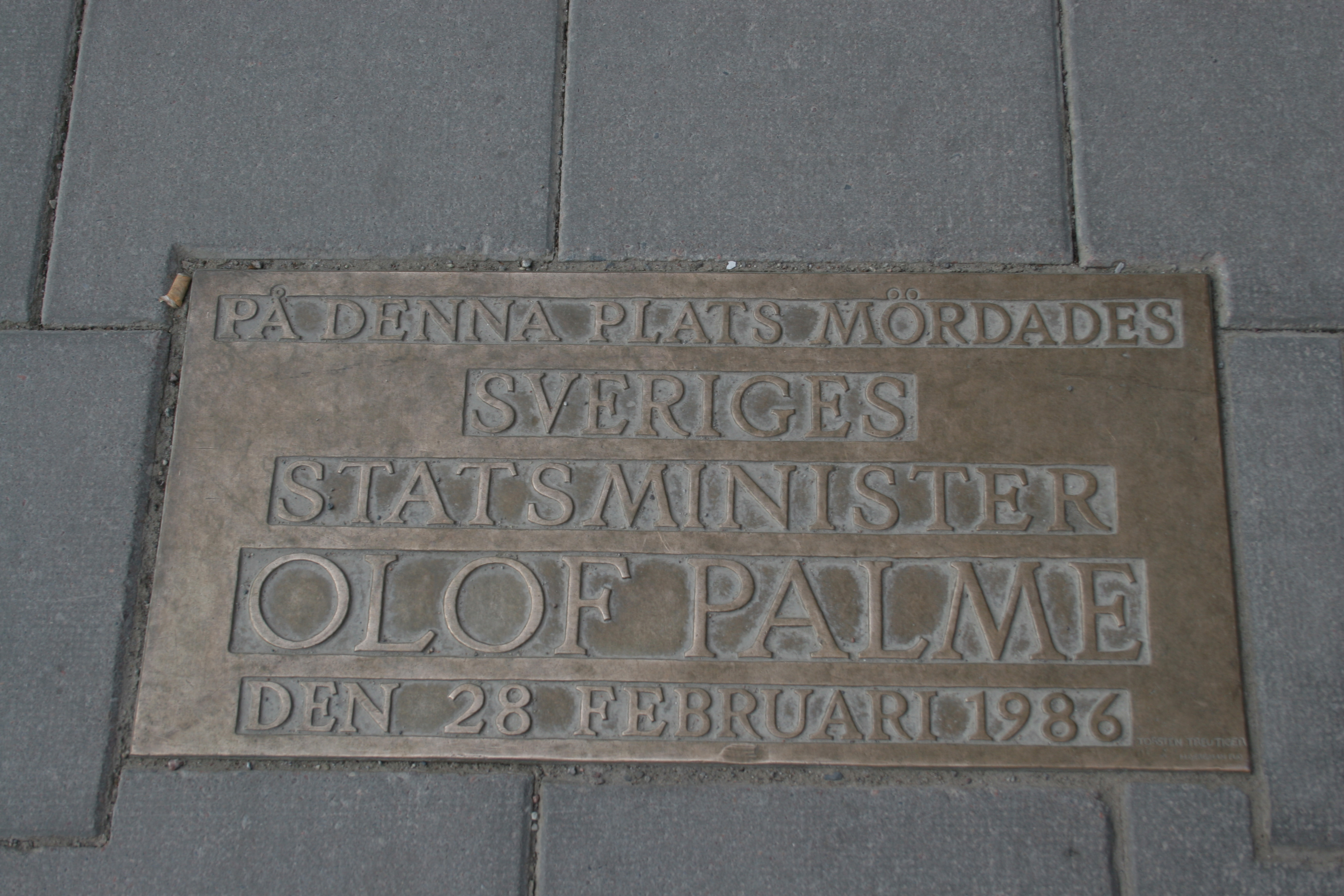
لوح یادبود در محل قتل اولاف پالمه

#### کریسته پترسون
در سال ۱۹۸۸ پلیس سوئد کریسته پترسون را که دارای سوءپیشینه بود دستگیر کرد. کریسته پترسون در سال ۱۹۷۰ (میلادی) یک نفر را بدون دلیل، در خیابانی در استکهلم با سرنیزه کشته بود. مشخصات کریسته پترسون با کسی که دیده شده بود همخوانی داشت. از بین مردانی که پلیس آنها را ردیف کرده بود، لیزبت پالمه، کریسته پترسون را به عنوان قاتل همسرش شناسایی کرد. او مجرم شناخته شد. او در سال ۱۹۸۹ محکوم به حبس ابد شد. وکیل مدافع کریسته پترسون بلافاصله به این رای اعتراض کرد. دادگاه تجدید نظر با استناد به عدم وجود انگیزه یا آلت قتل، پس از تنها سه ماه او را از زندان آزاد کرد و نزدیک به ۵۰ هزار دلار آمریکا نیز به او غرامت پرداخت. کریسته پترسون در سال ۲۰۰۴ فوت کرد.

#### استیگ انگستروم

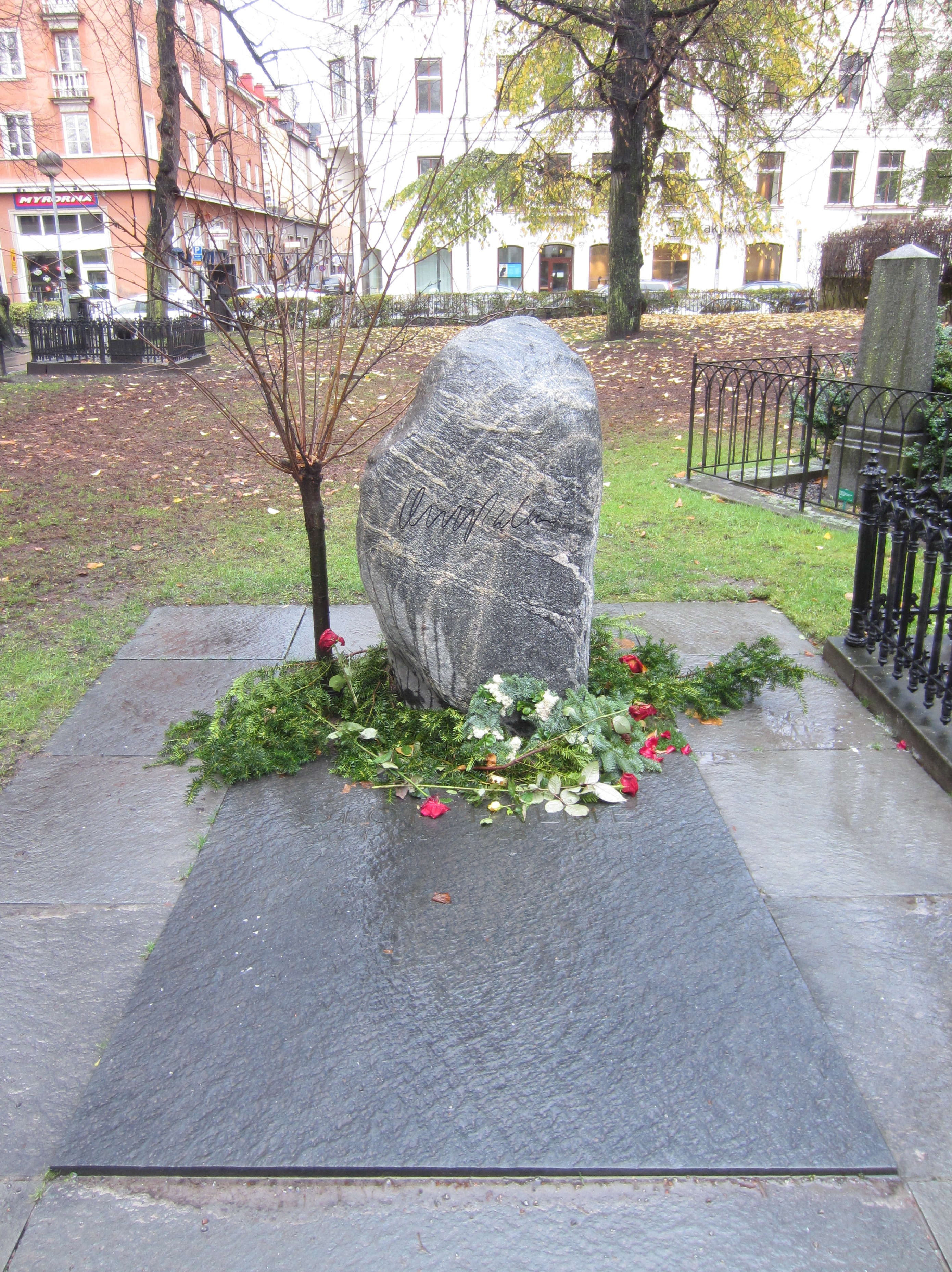
مزار اولاف پالمه در قبرستان آدولف فردریک در استکهلم

نخستین‌بار یک خبرنگار، پس از ۱۲ سال تحقیق، استیگ انگستروم را مظنون معرفی کرد و پلیس در سال ۲۰۱۸ به بررسی این نظریه پرداخت. در آغاز بررسی‌ها پلیس به استیگ انگستروم مظنون نبود. اما تیم تحقیقاتی بعداً دریافت که او از سلاح استفاده می‌کرده، عضو ارتش سوئد بوده و در باشگاه تیراندازی عضو بوده، مدت طولانی مشکلات مالی داشته و بیش از اندازه نوشیدنی الکلی مصرف می‌کرده‌است. استیگ انگستروم، دوست یک کلکسیون‌دار اسلحه بوده و علاقه زیادی به تپانچه‌های مگنوم داشته‌است. همچنین استیگ انگستروم عضوی از حلقه منتقدان سیاست‌های اولاف پالمه بود. با همه این شواهد، تیم تحقیقات، تصویر روشنی از انگیزه او برای قتل پیدا نکرد. همچنین اظهارات شاهدان عینی دربارهٔ فرد مسلح و حضور او در محل جرم، با گفته‌های استیگ انگستروم دربارهٔ مکان حضور او در روز ترور تناقض داشت.
پس از سه دهه از ترور نخست‌وزیر سوئد، در ۱۰ ژوئن ۲۰۲۰، دادستانی سوئد اعلام کرد هویت قاتل اولاف پالمه، یک طراح گرافیک به نام استیگ انگستروم معروف به «مرد اسکاندیایی» است. استیگ انگستروم، کارمند شرکت بیمه‌ای به نام «اسکاندیا» (اسکاندیناوی) بود که در روز قتل تا دیرهنگام در آن کار می‌کرد و با محل قتل فاصله کمی داشت. استیگ انگستروم برای استفاده از اسلحه آموزش دیده بود و مخالف سیاست‌های اولاف پالمه بود.
استیگ انگستروم در سال ۲۰۰۰ خودکشی کرد و به این ترتیب پرونده قتل نخست‌وزیر اولاف پالمه مختومه اعلام شد. در سال ۲۰۲۰ دادگاه سوئد دلیل تصمیم به افشای نام قاتل را مرگ او عنوان کرد. پسر او مُرتِن پالمه از تصمیم دادگاه اعلام رضایت کرد.
باور بسیاری از سوئدی‌ها بر این است که از انگستروم تنها برای پایان دادن به داستان و معرفی قاتل استفاده شده‌ است. چون او خیلی کوتاه قد بود. درحالی که قاتل قد بلند و قوی بود. علاوه بر این، انگستروم، پیش یا پس از ترور اولاف پالمه، مرتکب قتلی نشده بود.